# Стамеска пасічницька

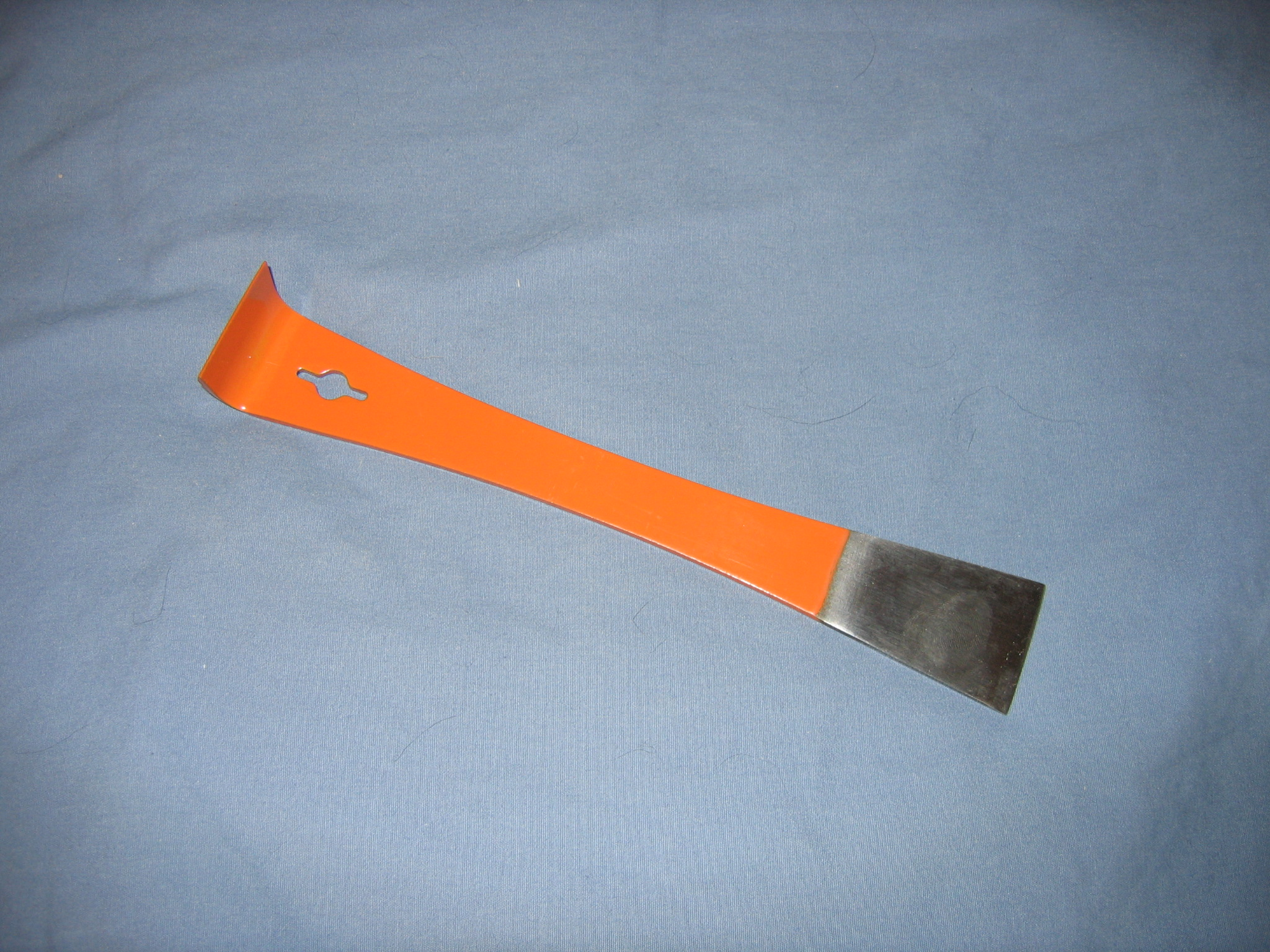
Стамеска пасічницька

Стамеска пасічницька — інструмент пасічників. За його допомогою розділяють склеєні прополісом корпуси багатокорпусних вуликів або рамки з корпусом. Також використовують для інших робіт на пасіці. Виготовляють зі сталі. Стандартна стамеска таких розмірів: довжина — 200 мм, ширина в найвужчому місці (ручка) — 25 мм, у робочій частині — 35-40 мм, товщина сталі 4 мм. З однієї із сторін стамеска має вигнуту частину, утворюючи скребок висотою 20-25 мм. Обидві частини заточуються, при чому зігнуту частину тільки із зовнішньої сторони.

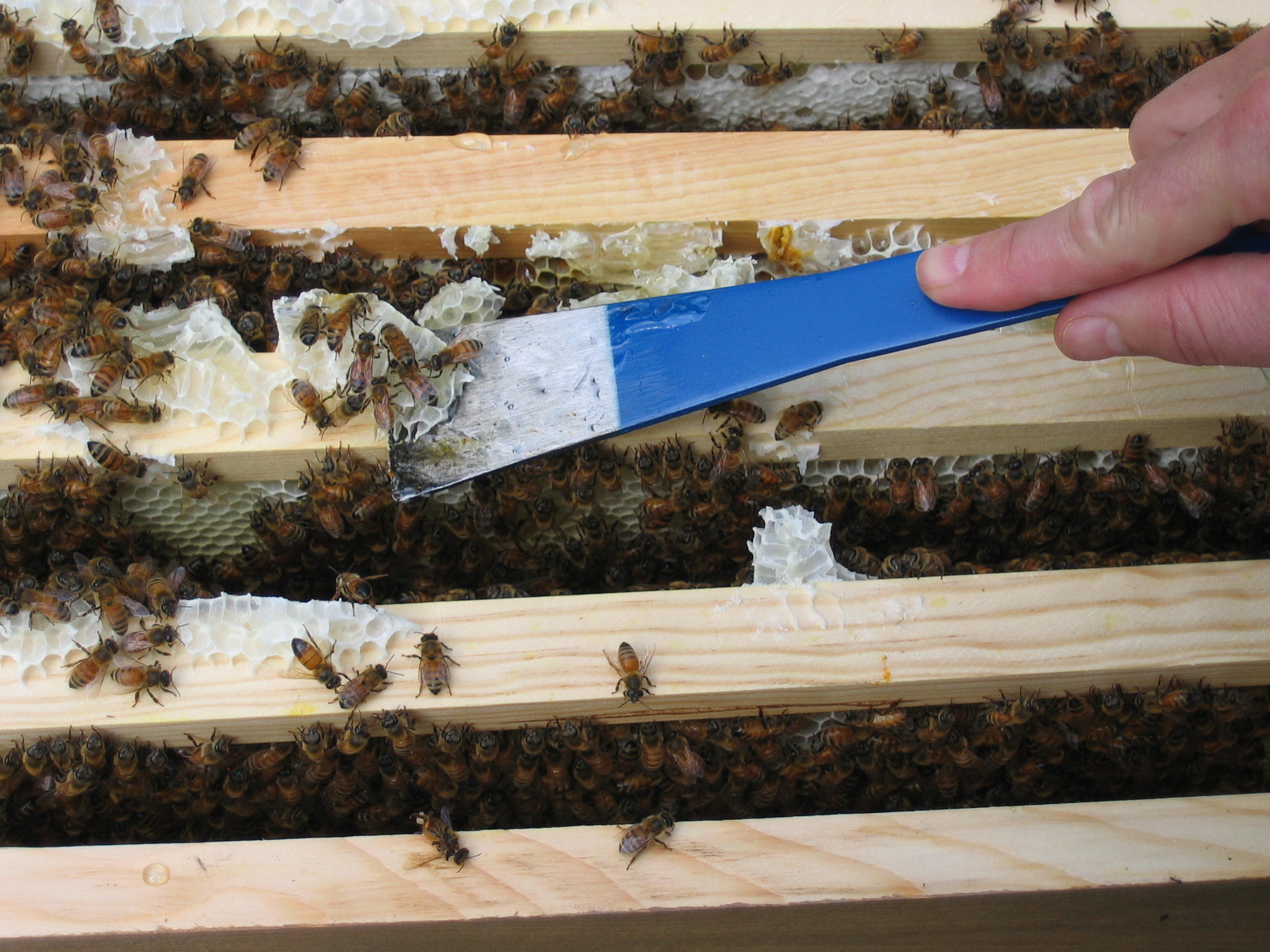
Стамескою очищають верхні бруски рамок від воскових наростів.

Щоб розділити корпуси прямий кінець стамески закладають у щілину між корпусами, і як важелем їх відокремлюють. Таким самим чином діють і при відокремленні дна від корпусу. Так само діють і з рамками, за допомогою стамески відсовують крайню рамку, яку потрібно витягнути із вулика, на 2-3 см від передостанньої, щоб її легко можна було взяти пальцями.